# Ted Coppin
Pour les articles homonymes, voir Coppin.
Ted Coppin (1915-1943)  fut, pendant la Seconde Guerre mondiale, un agent britannique du service secret britannique Special Operations Executive.
Situation militaire : SOE, section F ; grade : lieutenant ; matricule : 231091.

## Famille
- Ses parents : T. et Mrs Coppin, Grampound, Cornouailles.

## Éléments biographiques
Edward Cyril Coppin naît le 20 mai 1915, dans l’Essex. Il est débarqué en mai ou juin 1942 pour diriger un groupe de sabotage, avec le nom de guerre « Olivier » et le nom de code opérationnel BAY, rattaché au réseau DONKEYMAN d'Henri Frager. Installé à Marseille, il forme une équipe réduite mais efficace de cheminots, assure une augmentation satisfaisante du taux d’accidents dans les gares de triage et fait bon usage de la graisse abrasive. Dix mois après son arrivée, il est arrêté le 23 avril 1943, avec son courrier « Gisèle », et exécuté en captivité, le 27 septembre 1943. Il a 28 ans.

## Reconnaissance

### Distinctions
- Royaume-Uni : Mentioned in Despatches.
- France : Croix de guerre 1939-1945 avec étoile de vermeil.

### Monuments
- En tant que l'un des 104 agents du SOE section F morts pour la France, Ted Coppin est honoré au mémorial de Valençay (Indre).
- Brookwood Memorial, Surrey, panneau 21, colonne 3.